# Niko Koulis
Niko Koulis (* 4. Mai 1999 in Berlin) ist ein deutscher Fußballspieler.

## Karriere
Er begann mit dem Fußballspielen in der Jugend von Hertha 03 Zehlendorf und durchlief dort alle Jugendmannschaften, nur unterbrochen von einem einjährigen Gastspiel bei Tennis Borussia Berlin in der B-Junioren-Bundesliga. Hertha 03 kam er 2018 zu seinem ersten Einsatz im Seniorenbereich in der Oberliga Nordost. Im Sommer 2018 wechselte er in die Regionalliga Nordost zur zweiten Mannschaft von Hertha BSC. Nachdem er für seinen Verein 21 Ligaspiele bestritten hatte, wechselte er im Sommer 2020 in die Regionalliga Nord zur zweiten Mannschaft von Holstein Kiel. Dort kam er auch zu seinem ersten Einsatz im Profibereich in der 2. Bundesliga am 32. Spieltag beim 3:2-Auswärtssieg gegen Werder Bremen.
Im Sommer 2022 wechselte Koulis in die Regionalliga West zu Preußen Münster. Mit Preußen Münster gelang ihm in der Saison 2022/23 der Aufstieg in die 3. Liga sowie in der folgenden Saison 2023/24 der direkte Durchmarsch in die 2. Fußball-Bundesliga. Am 27. April 2024 erzielte er für Preußen Münster in der Partie gegen den FC Viktoria Köln erstmals in seiner Karriere zwei Tore in einem Spiel.

## Erfolge
Preußen Münster
- Meister der Regionalliga West und Aufstieg in die 3. Liga: 2023
- Aufstieg in die 2. Bundesliga: 2024